# Глен Лим Џун Веј
Глен Лим Џун Веј (енгл. Glen Lim Jun Wei; Сингапур, 28. март 2002) сингапурски је пливач чија специјалност су трке слободним стилом. Национални је првак и рекордер.

## Спортска каријера
Лим је своју међународну пливачку каријеру започео наступима на митинзима светског купа, док је прво велико сениорско такмичење на коме је наступио биле Азијске игре, чији домаћин је 2018. био индонезијски град Џакарта. У Џакарти је Лим остварио и први велики успех у каријери, пошто је сингапурска штафета на 4×200 слободно, за коју је пливао у квалификацијама, освојила бронзану медаљу у финалу. 
На светским првенствима је дебитовао у корејском Квангџуу 2019, где је учествовао у три трке. У квалификацијама трке на 400 слободно је заузео 34, а на 800 слободно 30. место, и није успео да се пласира у финала. Пливао је и за сингапурску штафету на 4×200 слободно која је у квалификацијама заузела претпоследње 21. место.